# Choi choi chân vàng
Chim choi choi chân vàng (danh pháp hai phần: Charadrius melodus) là một loài chim nhỏ sống ở bờ biển có màu cát, làm tổ và kiếm ăn dọc theo cát ven biển và những bãi biển sỏi ở Bắc Mỹ và Bahamas. Chim trưởng thành có cặp chân màu vàng cam, dải màu đen qua trán mắt đối mắt, và một vòng màu đen xung quanh cổ. Dải ngực ở con trống thường dày hơn trong mùa sinh sản, và đó là cách duy nhất đáng tin cậy để phân biệt giới tính. Thật là khó để nhìn thấy khi đứng yên vì nó kết hợp với mở, môi trường sống bãi biển cát. Nó thường chạy trong ngắn hạn bắt đầu và dừng lại.
Có 2 phân loài của chim choi choi: dân số đông được biết đến như Charadrius melodus melodus và dân số giữa tây được biết đến như Charadrius melodus circumcinctus. Tên của con chim có nguồn gốc từ giống như chuông còi oán của nó thường được nghe nói trước khi con chim có thể nhìn thấy.
Tổng dân số được ước tính vào khoảng 6.410 cá thể. Một ước tính sơ bộ cho thấy 3.350 con chim trong năm 2003 trên bờ biển Đại Tây Dương một mình, 52% của tổng số dân số. Số lượng đã được ngày càng tăng kể từ năm 1991.
Môi trường sống sinh sản của họ bao gồm những bãi biển hoặc các bãi cát trên bờ biển Đại Tây Dương, các bờ của Ngũ Đại Hồ, và ở giữa phía tây của Canada và Hoa Kỳ. Chúng làm tổ trên bãi biển, cát, sỏi hoặc các bãi cát ngầm. Chùng tìm thức ăn trên các bãi biển, thường là bằng cách nhìn, di chuyển trên những bãi biển trong các đợt ngắn. Nói chung, chim choi choi tìm thức ăn xung quanh các triều cao rong biển khu vực và dọc theo mép nước. Chúng chủ yếu ăn côn trùng, sâu biển, và động vật giáp xác.

## Hình ảnh

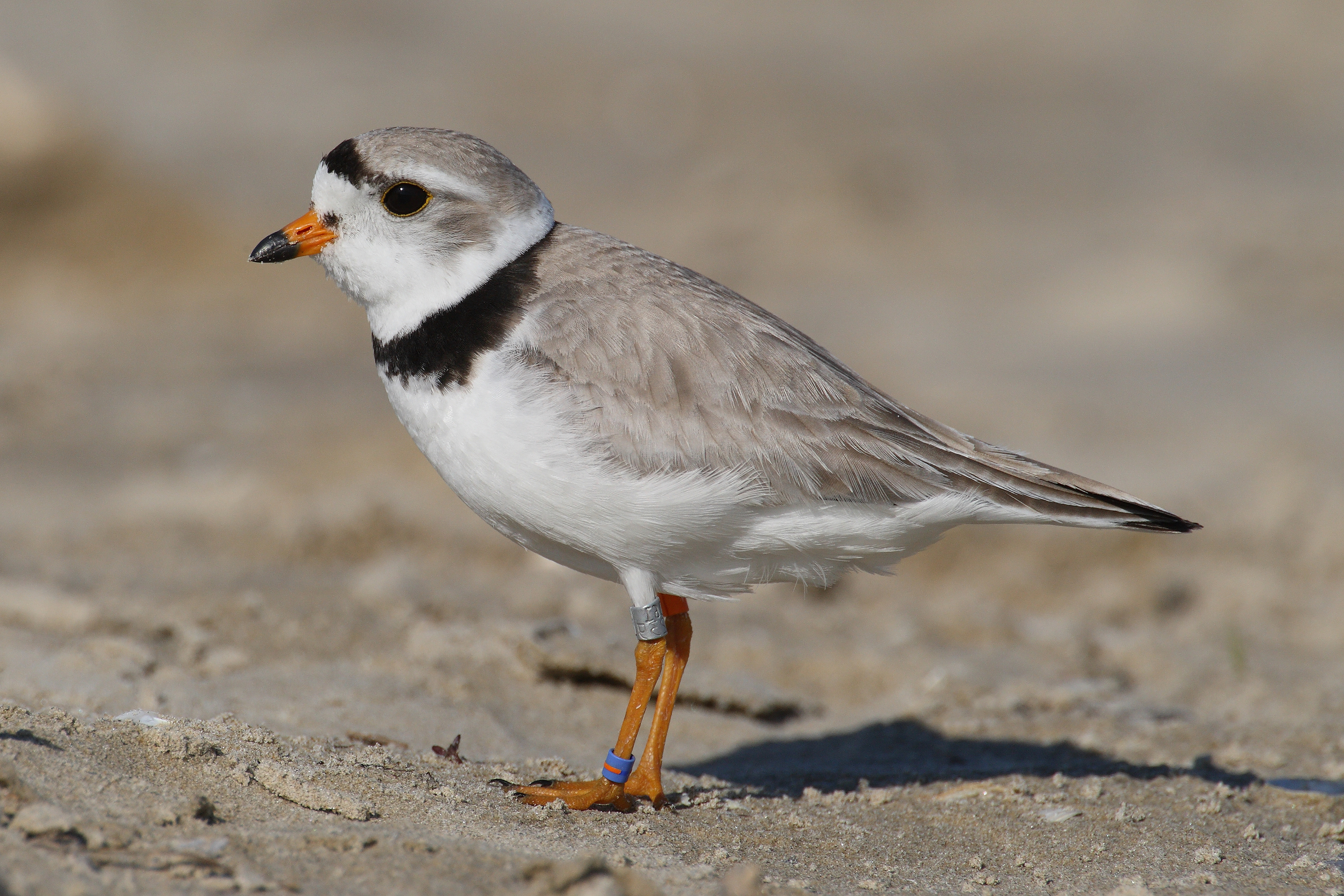
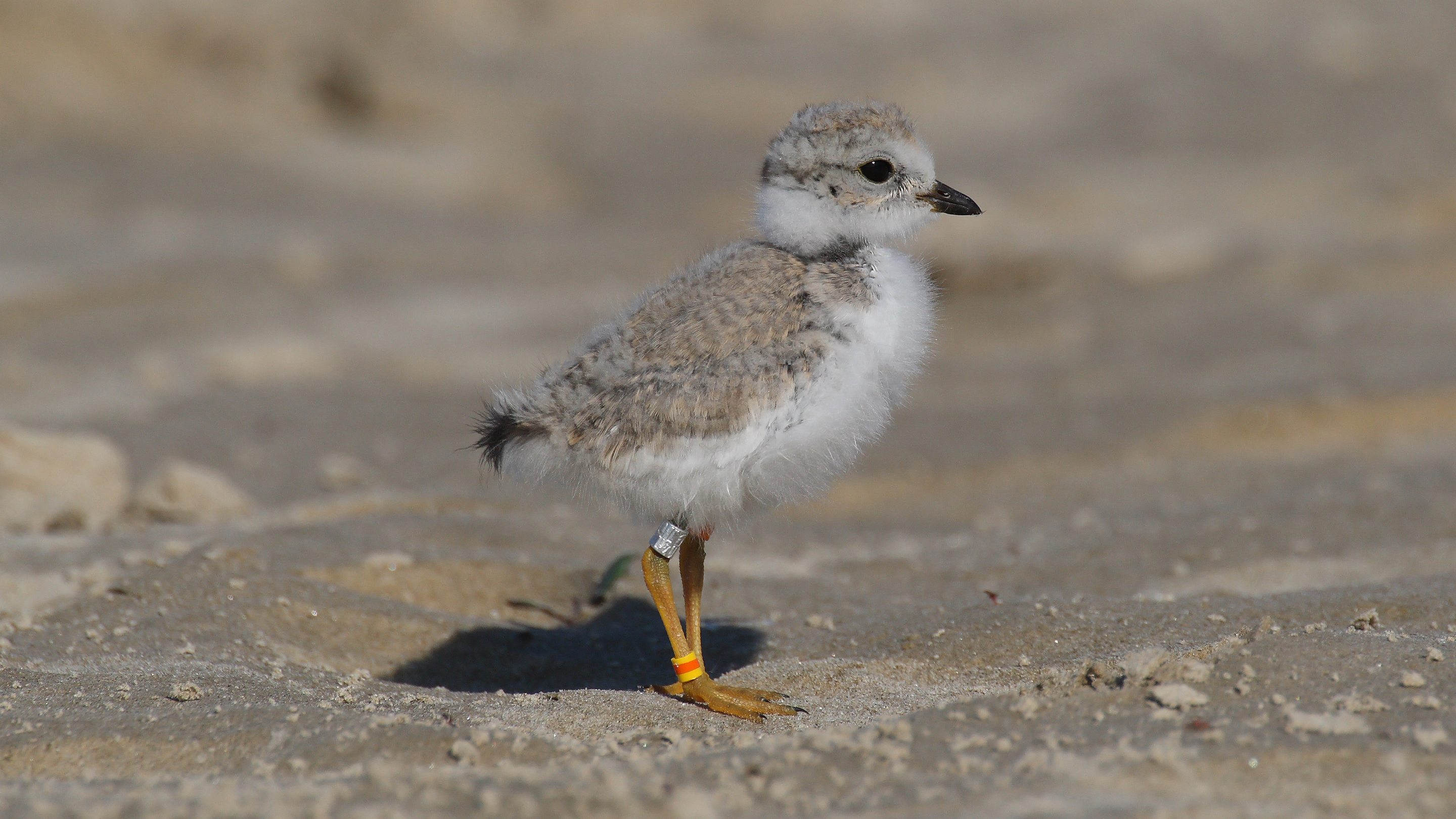
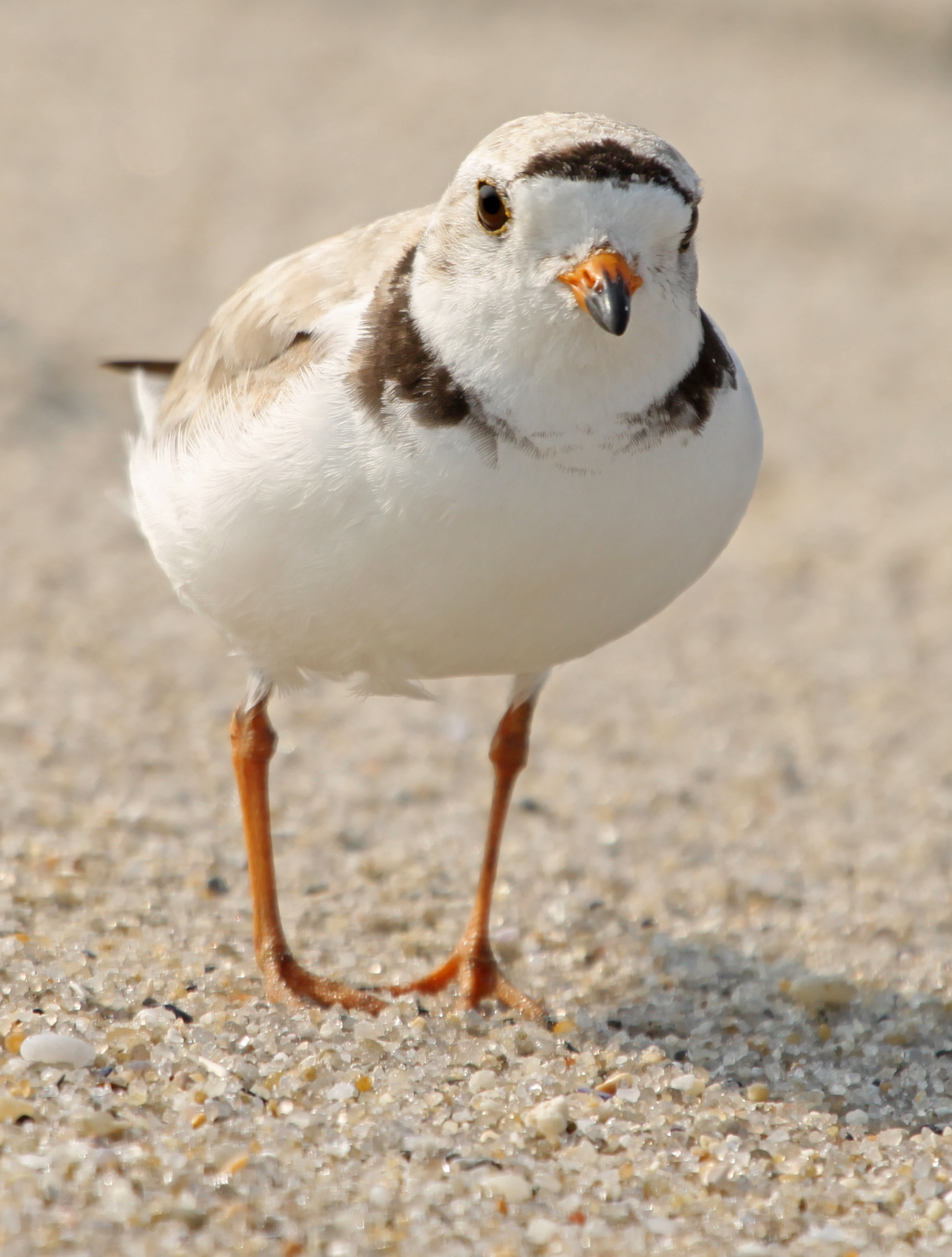
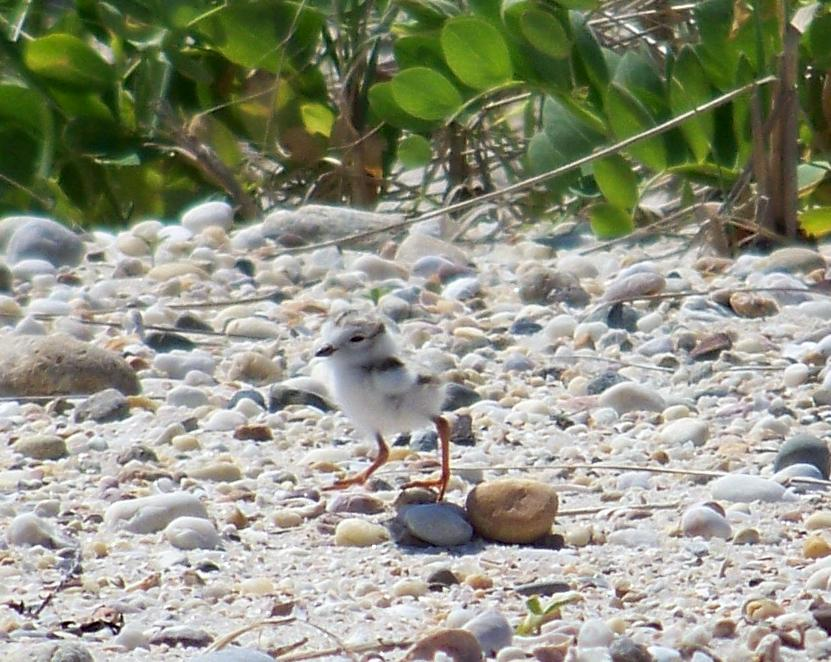